# 俄罗斯入侵乌克兰中的白俄罗斯

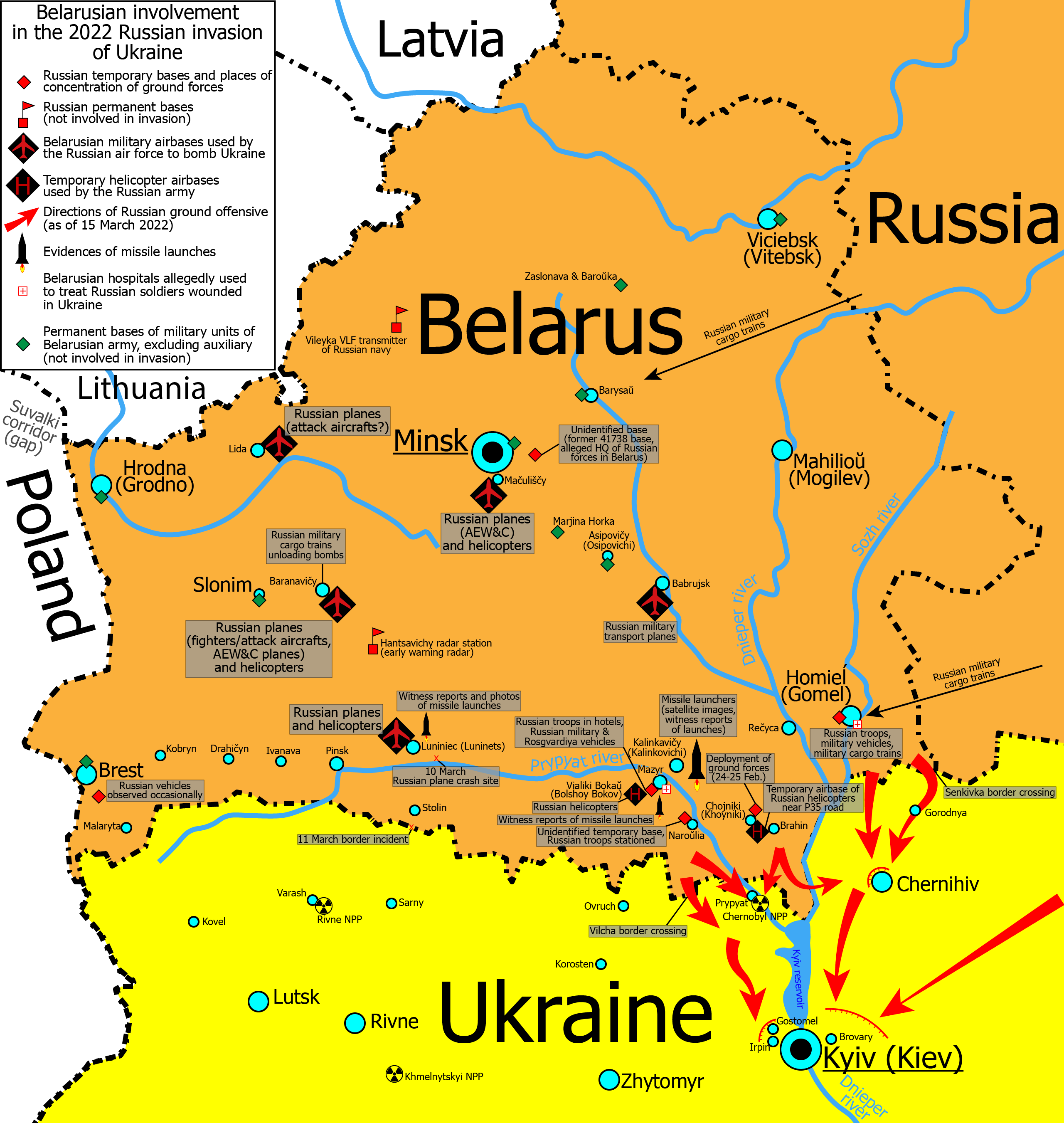
2022年俄罗斯入侵乌克兰期间俄罗斯在白俄罗斯的军事活动地图（截至2022年3月15日）

白俄罗斯是俄罗斯的盟友，在2022年俄罗斯入侵乌克兰中支持俄罗斯。在入侵开始前，白俄罗斯允许俄羅斯軍隊在其领土上进行为期数周的军事演习，俄罗斯部队在演习结束之后没有撤出白俄罗斯。尽管白俄罗斯否认直接参与了2022年俄罗斯对乌克兰的入侵行动，但白俄罗斯政府却允许俄罗斯军队借白俄罗斯领土而入侵乌克兰，且白俄罗斯已与俄罗斯组建联合部队。白俄罗斯允许俄罗斯在其境内部署核武器，借以威胁西方。白俄罗斯于2024年9月正式纳入俄罗斯的核武保护条件。

## 背景

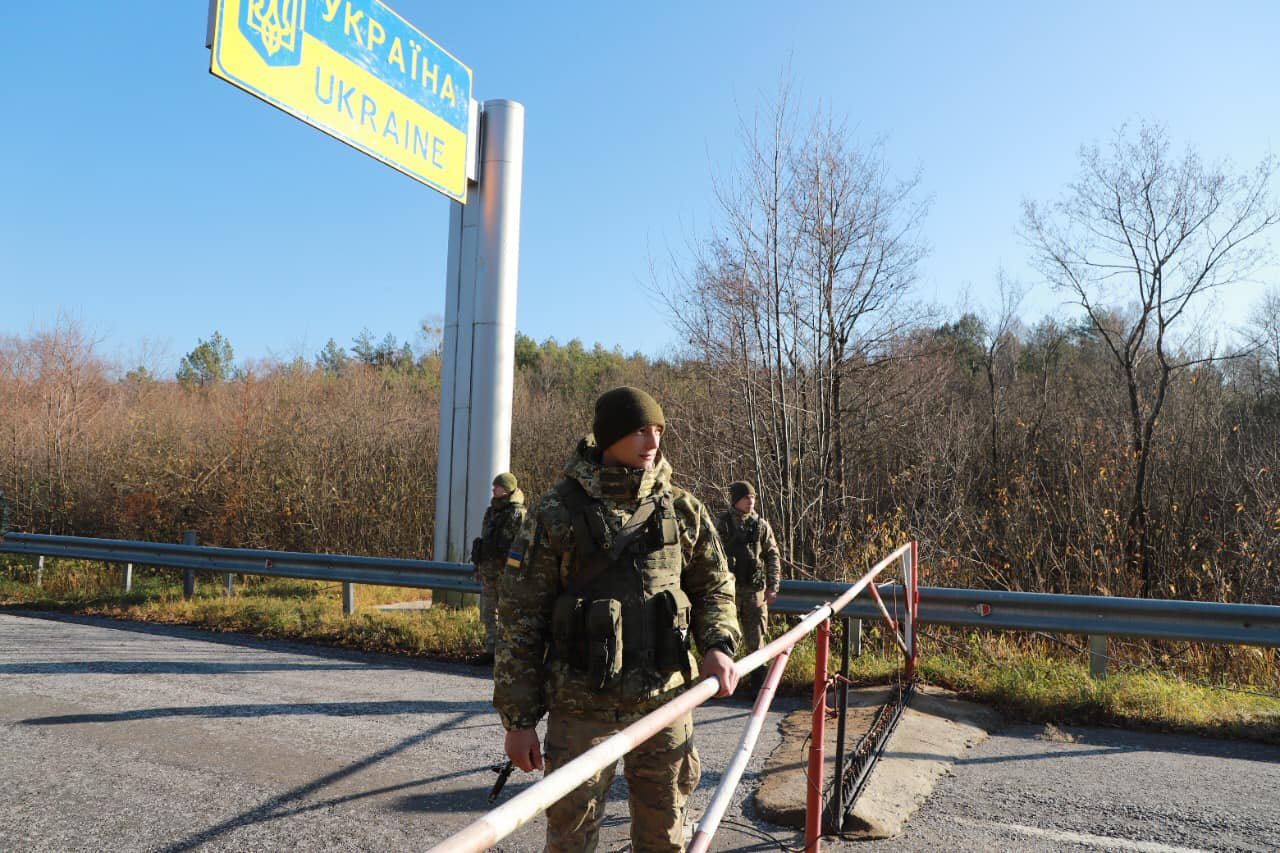
2021年12月，乌白边界的乌克兰边防人员。

白俄罗斯位于乌克兰北部，其与乌克兰边界线长达1,084公里。白俄罗斯因距离乌克兰首都基辅近，而具有重要战略价值。

## 俄罗斯攻势

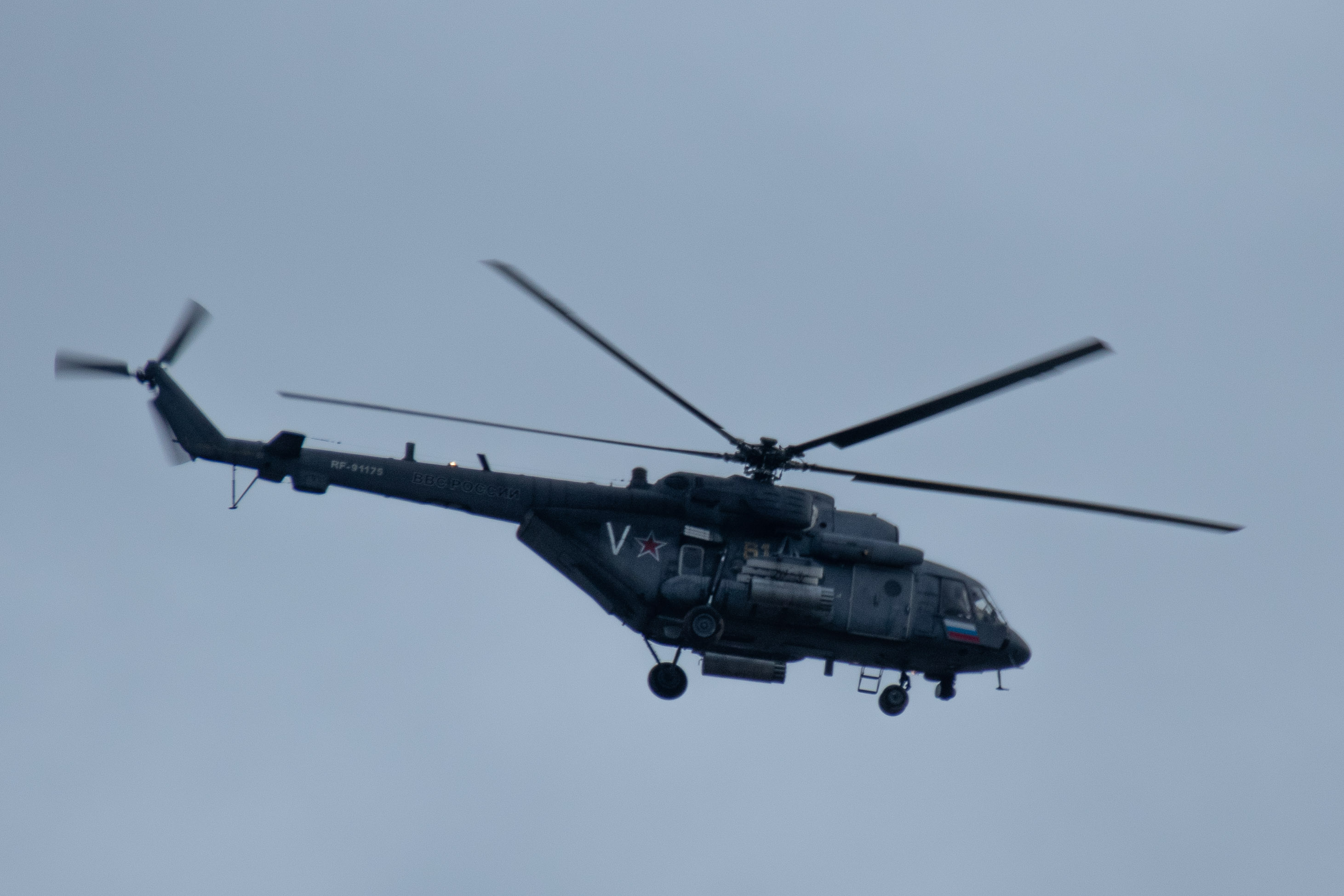
明斯克上空的俄国Mi-8直升机（2022年2月23日）

2月24日，乌克兰国家边防局报告称，俄罗斯军队试图攻破白俄罗斯-乌克兰边境的维利恰边境口岸。
10月14日，白俄羅斯總統盧卡申科警告烏克蘭和西方國家，不要把盟友俄羅斯逼入絕境，並稱莫斯科擁有核武器是有原因的。此外，盧卡申科宣布，由於邊境緊張局勢，白俄羅斯進入「高度恐怖主義警戒狀態」。 
白俄羅斯國防部表示，俄羅斯軍隊未來幾天將陸續抵達白俄羅斯，加入保護白俄邊境的「區域聯合部隊」。
10月15日，白俄羅斯國防部指出，「運送俄羅斯軍人的首批車隊從區域部隊群開抵白俄羅斯」，並且強調，他們的任務「專門為了提升邊境保護和防禦」。此外，白俄羅斯總統盧卡申科指控波蘭、立陶宛和烏克蘭訓練白俄激進分子，以便「對白俄羅斯進行破壞、恐怖攻擊，並且策劃兵變」。
2024年9月25日，俄罗斯总统弗拉基米尔·普京在联合国安理会核威慑会议上宣布扩大俄罗斯行使核威慑的国家和军事联盟的类别，还增加实施核威慑措施消除军事威胁的清单。根据俄罗斯在该文件的更新版本中，保留作为盟国成员的白俄罗斯在遭受侵略时可以使用核武器的权利，普京宣布这举已得到卢卡申科的同意。卢卡申科随后宣布白俄罗斯的「红线」，并威胁称，如果北约袭击白俄罗斯或俄罗斯，将使用核武器。

## 反应
俄罗斯入侵乌克兰后，白俄罗斯总统亚历山大·卢卡申科召集白俄罗斯军队召开行动会议，卢卡申科在会上表示：“我们的军队没有以任何的方式参与这一（入侵）行动”。此外，他还说，为了避免全面战争，有必要防止“大规模屠杀”和对乌克兰的地面军事行动，并补充说：“在目前的情况下，曾在选举前就承诺终结战争的泽连斯基应该首先考虑如果在这次战争之中战败会给他的国家带来什么。如果他意识到自己与他的国家将输给世界上第二大军队（甚至是第一）的话，那么他应该现在就必须求和。而如果这样做，那么就会比最终输掉这场战争的受益要多得多……所以我们必须要寻找一种可以避免流血的方法。为了避免战事升级，我们必须在谈判桌前坐下来”。卢卡申科還表示是烏克蘭在挑釁俄羅斯。
2022年5月12日，亚历山大·卢卡申科接受美聯社採訪時表示，他沒想到這起軍事衝突居然持續了10周，他也反对在乌克兰使用核武器，他還表示他本人以及他的國家支持和平并呼吁结束「战争」，而截至採訪時俄羅斯官方一直拒绝使用这个词，他們将此次入侵称为“特別军事行动”。
2022年9月16日，联合国大会以101票支持、7票反对、19票弃权通过允许乌克兰总统泽连斯基在年度聚会上使用预先录制的影片发表演讲。联合国驻乌克兰代表团声称，由于俄罗斯对乌克兰的持续侵略，泽连斯基无法参加大会会议。白俄罗斯在会议中试图阻止乌克兰发表任何演讲而提出投票决定，但以23票赞成、67票反对、27票弃权宣告失败。
2023年3月31日，白俄羅斯總統卢卡申科表示，俄烏冲突给各方带来巨大损失，他呼吁冲突双方通过谈判解决问题。
2023年7月19日，白俄羅斯紅十字會會長紹楚表示，該會已將超過1,000名烏克蘭兒童強行轉移至白俄羅斯，而且相關驅逐行動仍在進行。

### 批评

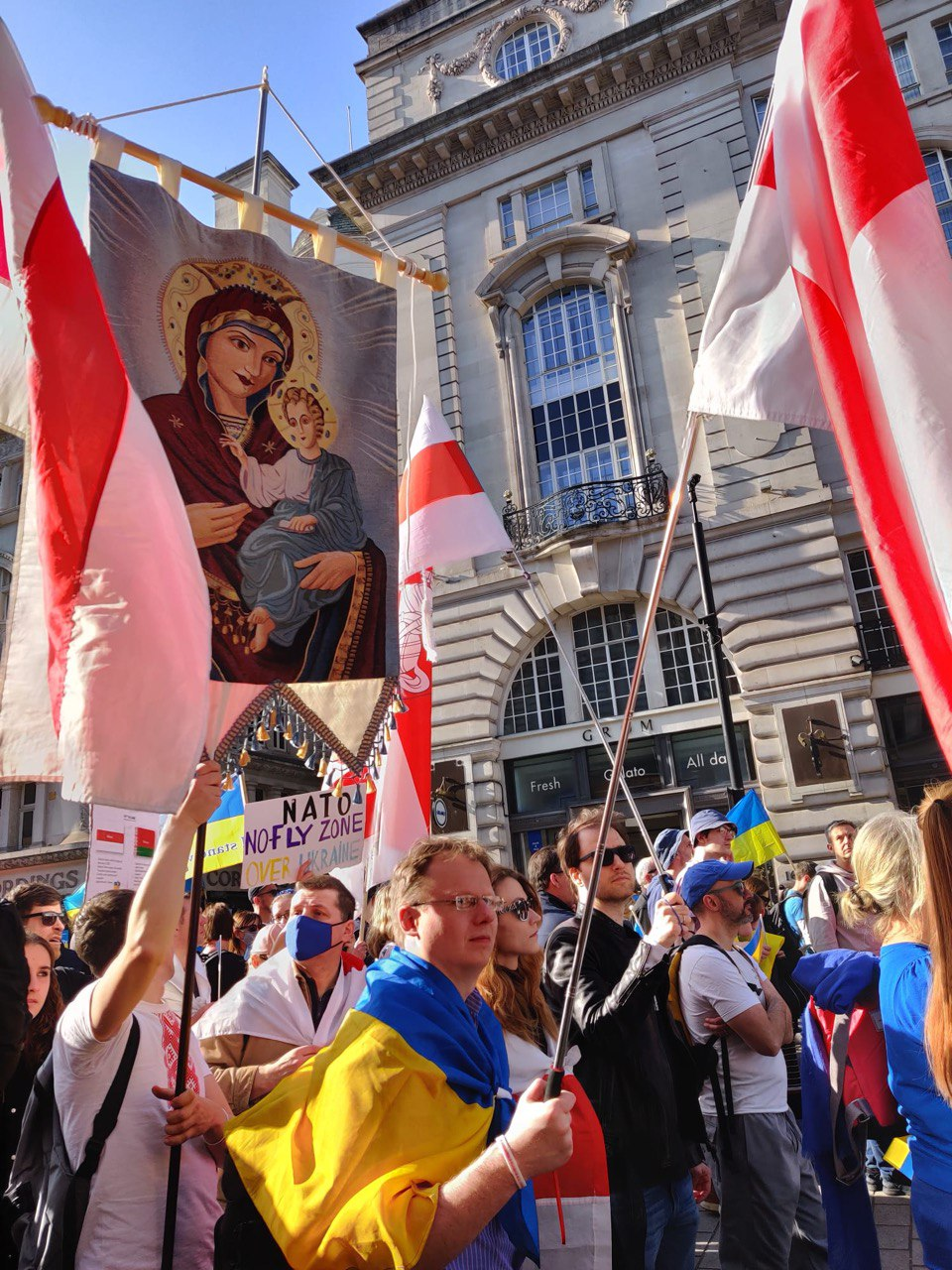
2022年3月26日，白俄罗斯侨民在伦敦参加反战游行。

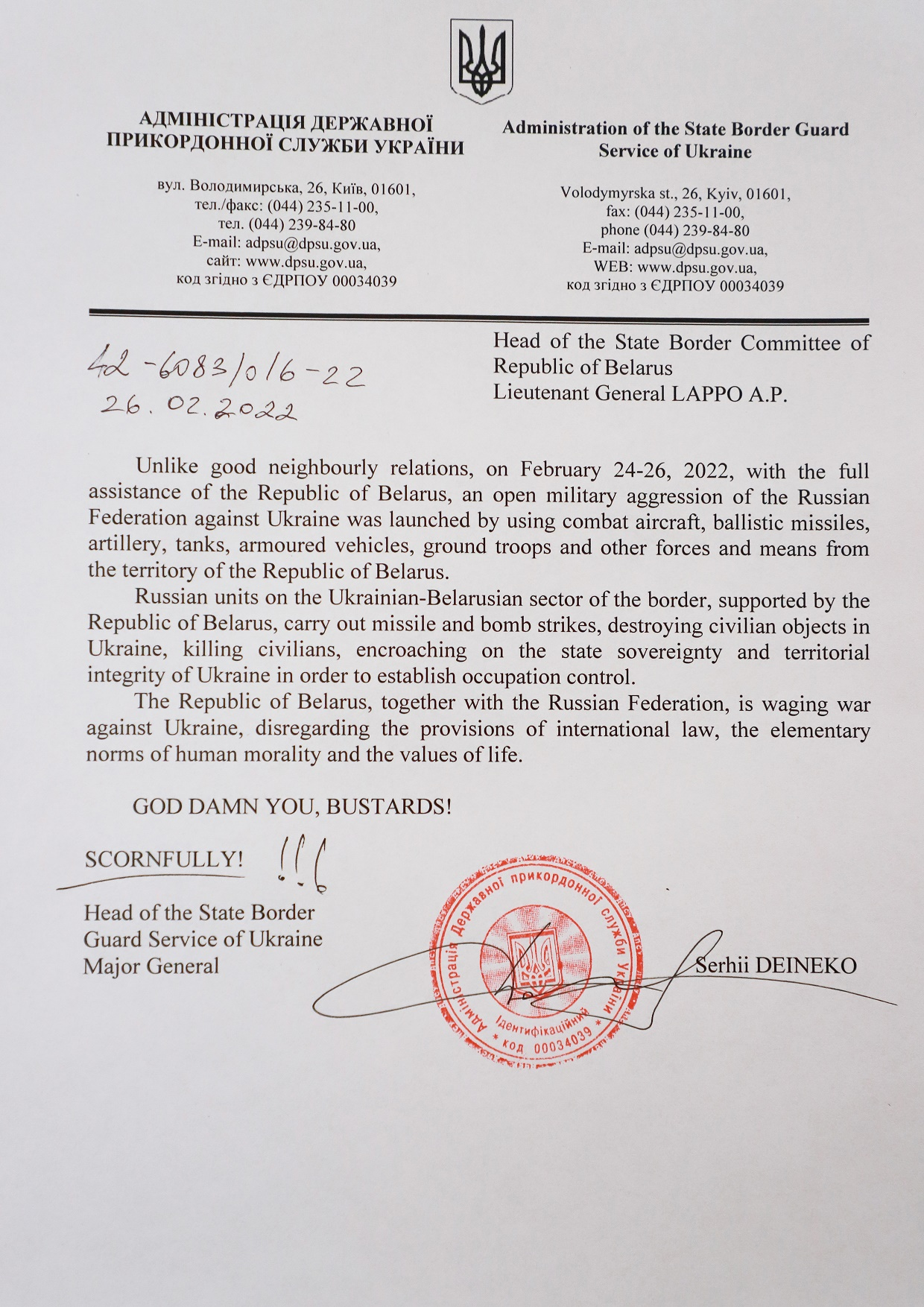
乌克兰国家边防局局长谢尔盖·杰伊涅科给白俄罗斯国家边界委员会主任阿纳托利·拉波的信件（2022年2月26日）

流亡在外的白俄罗斯反对派领袖斯维特兰娜·季哈诺夫斯卡娅批评了白俄罗斯总统卢卡申科，她认为“卢卡申科及其政权應与俄罗斯总统共同承担战争的责任”。在这方面，季哈诺夫斯卡娅呼吁白俄罗斯国防部、总参谋部和安全委员会“不要执行卢卡申科的犯罪命令”，“不要成为侵略邻国和平国家的帮凶”。乌克兰总统泽连斯基在与俄罗斯挑选首次进行会谈的地点时不满表示，俄罗斯一直在从白俄罗斯方向对乌克兰进行一些攻击，因此他只愿意在对他的国家「没有表现出侵略」的地方进行会谈。
2022年3月，一段网络视频显示白俄羅斯駐烏克蘭大使伊戈爾·索科爾離開烏克蘭來到邊境檢查站時，一名烏克蘭邊境衛隊成員依據乌克兰国家边防局局长谢尔盖·杰伊涅科的命令，拿出「30枚銀幣」，要求大使將其轉交給白俄罗斯国家边界委员会主任阿纳托利·拉波。在大使拒絕接受，聲稱「這個命令是給你的，不是給我的」，該隊員便把整袋裝著銀幣的袋子甩在大使身上以示羞辱。三十枚银币是聖經典故之一，耶穌門徒猶大為了30枚銀幣，背叛耶穌。部分網友認為，「白俄羅斯確實出賣烏克蘭」。
根据查塔姆研究所的数据，79%的白俄罗斯人认为白俄罗斯士兵在俄罗斯和乌克兰的战争中丧生是不可接受的，超过50%的人认为白俄罗斯应该对此冲突保持中立。
人们认为，“在一场全面战争中部署白俄罗斯士兵将代表与卢卡申科和平与稳定的基石意识形态的彻底决裂，[并提出]卢卡申科支持白俄罗斯社会关键部分的问题，迄今为止一直不愿公开反对该政权。”
根据罗斯玛丽·托马斯（2009年至2012年任英国驻白俄罗斯大使）的说法，“白俄罗斯在二战期间的屠杀是最为激烈的。他们知道这是怎么回事。普通白俄罗斯人将乌克兰视为（一个）兄弟国家。他们根本不想开战，尤其是不想与乌克兰开战。” 

### 西方制裁
白俄罗斯对俄罗斯入侵的援助遭到西方列强的谴责。入侵当天，美国财政部因白俄罗斯参与俄罗斯入侵而对白俄罗斯实施制裁。几家军工公司和将军受到制裁。 2月26日，日本考虑发布类似的制裁措施，并在两天后实施。
欧盟发布了对白俄罗斯的第一套制裁措施——第一套制裁措施是在2月27日实施的，在欧盟禁止某些包括木材、钢铁、矿物燃料和烟草在内的的白俄罗斯商品。在立陶宛总理提议将白俄罗斯与SWIFT断开连接后，不承认卢卡申科为白俄罗斯合法总统的欧盟开始计划延长已经对俄罗斯及其盟友的实体和高级官员实施的制裁。
由於白俄羅斯紅十字會自2023年中起參與綁架俄佔區兒童，該會於同年12月被红十字会与红新月会国际联合会中止會員資格；同時，美國亦對該會會長紹楚實施制裁。

### 反制裁
4月8日，白俄罗斯政府通過了一份不友好国家名单。该名单包括欧盟国家、以及澳大利亚、加拿大、列支敦士登、挪威、新西兰、阿尔巴尼亚、冰岛、北马其顿共和国、英国、美国、黑山和瑞士。

## 观察
尽管俄罗斯在乌克兰战场上的不利而有迹象表明，俄罗斯希望它的盟友进一步参与战争。英国国防部与美国智库战争研究所（ISW）推测，即使俄罗斯与白俄罗斯自2022年7月起在靠近波兰边境举行军事演习，白俄罗斯直接参与乌克兰战争的可能性仍然极低。